# Хрипелево (Устюженский район)
Хрипелево — деревня (бывш. село) в Устюженском районе Вологодской области.
Входит в состав Залесского сельского поселения (с 1 января 2006 года по 9 апреля 2009 года входила в Хрипелевское сельское поселение), с точки зрения административно-территориального деления — в Хрипелевский сельсовет.
Расположена на правом берегу реки Ижина. Расстояние до районного центра Устюжны по автодороге — 14 км, до центра муниципального образования деревни Малое Восное по прямой — 13 км. Ближайшие населённые пункты — Квашнино, Степачево, Зайцево, Дубровка.

## История
По сведениям писцовых книг XVI века - село Хрипелево - центр Хрипелевской волости, на тот период самой крупной и населенной административной единицы на территории Устюженского уезда. Первоначально волость включала в себя само село Хрипелево и деревни вытянувшиеся вдоль реки Ижины.
Прямых сведений на принадлежность волости и села в XVI веке к Устюженскому уезду нет, потому как до начала XVII века они входили в состав великокняжеских оброчных или дворцовых земель и могли управляться только дворцовым ведомством. Так, в середине 80-х годов XVI века село с деревнями было за Микитою Путиловым, затем за Борисом Годуновым. В 1607 году оно перешло к боярину Михаилу Федоровичу Нагому. Позже передано в кормление сибирскому царевичу Араслану Алеевичу и отписано обратно в состав дворцовых земель в 1613 году.
Царской грамотой от 1614 года предписывалось волость включить в состав Устюженского уезда со всеми тягловыми обязанностями.
Согласно "Памятной книжке Новгородской губернии" за 1858 год в селе Хрипелево была одна церковь - Троицы Живоначальной, 1758 года постройки, к которой относилось 36 десятин земли.
В 1862 году в селе Хрипелево, в доме священника Никона Моденского, создана церковно-приходская школа (45 учеников). С 1866 года школа размещается в здании волосного правления. С 1870 году в школе преподает штатный учитель - Петр Лавров, выпускник Новгородской духовной семинарии. В 1884 году, на выделенные земством средства, выстроено новое школьное здание.
В конце XIX и начале XX века село административно относилась к Хрипелевской сельской общине, Хрипелевской волости, Устюженского уезда Новгородской губернии. Погост относился к церковной земле, усадьбы принадлежали князьям Мещерским.
К Хрипелевскому сельскому обществу так же относились деревни Квашнино и Осинино (ныне не существует).
Смежно с селом располагались две усадьбы и погост с тем же названием.
Согласно "Списку населенных мест Новгородской губернии за 1911 г." в селе было 22 занятых постройками дворовых мест, на которых было 32 жилых строения. Жителей обоего пола - 116 человек (мужчин - 41, женщин - 75). Главное занятие жителей - земледелие, подсобное занятие - отхожий промысел. Ближайший водоем - река Ижина. В селе имелась церковно-приходская школа (учитель - З. Разумов - выпускник Александровской учительской школы в Новгороде), хлебо-запасной магазин, мелочная лавка.
На погосте числилось 3 дворовых места с 4 жилыми домами. Жителей было 17 человек (мужчин - 9, женщин - 8). Главное занятие жителей - церковная служба. К погосту относились приходская каменная церковь Живоначальное троицы построенная в 1758 году (священник - Климовский Василий Яковлевич).
К первой усадьбе князей Мещерских относилось 6 дворовых мест с 10 жилыми строениями. Проживало 36 человек (мужчин - 14, женщин - 22). В усадьбе имелась своя каменная церковь - Тихвинской иконы Божьей Матери. Главное занятие жителей - земледелие.
Во второй усадьбе князей Мещерских (на 1895 год - Мещерский Петр Васильевич) имелось 2 жилых строения, хозпостроек - 10, проживало 7 человек (мужчин - 2, женщин - 5)  Главное занятие жителей - земледелие.
В Осинино было 8 дворовых мест, 9 жилых домов, проживало 45 человек (мужчин - 28, женщин - 17). Главное занятие жителей - земледелие. На территории деревни был родник.
В апреле 1939 года решением Президиума Верховного Совета РСФСР по Вологодской области Хрипелевская церковь Живоначальной Троицы была закрыта. Несколькими годами ранее была закрыта церковь Тихвинской иконы Божьей Матери.

## Демография
Население по данным переписи 2002 года — 25 человек (14 мужчин, 11 женщин). Преобладающая национальность — русские (72 %).

## Достопримечательности
В деревне расположен памятник архитектуры усадебный дом.